# Stanisław Wolicki
Stanisław Wolicki, właśc. Stanisław Rusin, (ur. 8 sierpnia 1892 w Krakowie, zm. 8 listopada 1963 w Sopocie) – działacz socjalistyczny, malarz, aktor i reżyser. Żołnierz Legionów Polskich i Polskiej Organizacji Wojskowej. Uczestnik wojny w 1920 r. Poseł PPS na Sejm I kadencji. We wrześniu 1939 r. uczestnik obrony wybrzeża w oddziałach Kosynierów Gdyńskich. Po wojnie aktor, reżyser teatralny.

## Życiorys
Syn Stanisława Rusina i Katarzyny z domu Konopackiej. Ojciec był członkiem SDKPiL, a następnie PPS. Dziadek uczestniczył w Powstaniu styczniowym. Jego bratem był Kazimierz Rusinek – działacz PPS, później PZPR.
Uczył się w gimnazjum św. Anny w Krakowie, gdzie organizował młodzież PPSD i zbierał składki na socjalistyczny fundusz prasowy. Z tego powodu był aresztowany przez władze austriackie. Pomimo wygrania procesu, został wydalony ze szkoły. Opuścił wówczas Galicję, zamieszkując kolejno w Szwajcarii, Czechach i na Węgrzech, utrzymując się z malarstwa.
Od 1912 r. wstąpił jako szósty uczestnik Związku Strzeleckiego w Krakowie. Po wybuchu I wojny światowej, wstąpił do 3 pułku piechoty Legionów.
Internowany przez Austriaków w obozie Marmarosz-Sziget. Uciekł z obozu i rozpoczął działalność w Polskiej Organizacji Wojskowej. Organizował POW w okręgu Biłgoraj-Zamość, tam również sformował pierwszą kompanię wojskową.
Od 1918 r. w wojsku, odwołany przez Ministra Spraw Wewnętrznych i powołany na komisarza Milicji Ludowej na powiat włodawski. W 1919 r. z ramienia ministerstwa spraw zagranicznych, członek polsko-radzieckiej komisji rozjemczej. Po ustąpieniu stanowiska wyruszył na front. Organizował oddziały dywersyjne na tyłach Armii Czerwonej. W 1920 r. wzięty do niewoli, zwolniony w 1921 r. Według wersji Władysława Uziembły samodzielnie przedarł się z Kijowa w przebraniu chłopa.
Rozpoczął działalność w PPS. Centralny Komitet Wykonawczy skierował go na Polesie, gdzie wydawał dwutygodnik „Krasnoje Znamia”. Według wersji Władysława Uziembły początkowo starał się o pracę w teatrze w Lublinie a potem osiadł w Łuninicu, a stamtąd kierował działalności agitacyjną PPS.
W wyborach parlamentarnych w 1922, w okręgu tym uzyskał mandat poselski z listy PPS.
Po 1927 r. organizował wraz z Adamem Polewką przejęty przez socjalistyczny magistrat, Teatr TUR w Sosnowcu. Przed wybuchem wojny przeniósł się do Gdyni działając w TUR. Napisał wówczas sztukę „Faszyzm podpala świat”.
We wrześniu 1939 r. wziął udział w obronie Gdyni oraz obronie Kępy Oksywskiej w szeregach ochotniczego batalionu Kosynierów Gdyńskich dowodząc jako podporucznik rezerwy plutonem żandarmerii.
Od 1939 do 1945 r. przebywał w obozach jenieckich m.in. w Oflag II A Prenzlau oraz Oflagu II B Arnswalde, uczestnicząc tam w działalności kulturalnej.
We wrześniu 1945 r. organizował Teatr im. Stefana Jaracza w Olsztynie, był jego pierwszym dyrektorem do 21 listopada 1946 r. Później występował jako aktor w Teatr Śląski im. Stanisława Wyspiańskiego w Katowicach, Teatrze Ziemi Opolskiej w Opolu. Prawdopodobnie od 1955 r. aktor i reżyser teatralny w Bałtyckim Teatrze Dramatycznym im. Juliusza Słowackiego w Koszalinie. Od grudnia 1956 r. do stycznia 1957 r. pełnił jednocześnie funkcję dyrektora teatru. W 1957 r. otrzymał nagrodę kulturalną Wojewódzkiej rady Narodowej w Koszalinie. Występował prawdopodobnie do 1962 r.
Pochowany na cmentarzu komunalnym w Sopocie (kwatera N1-3-1).

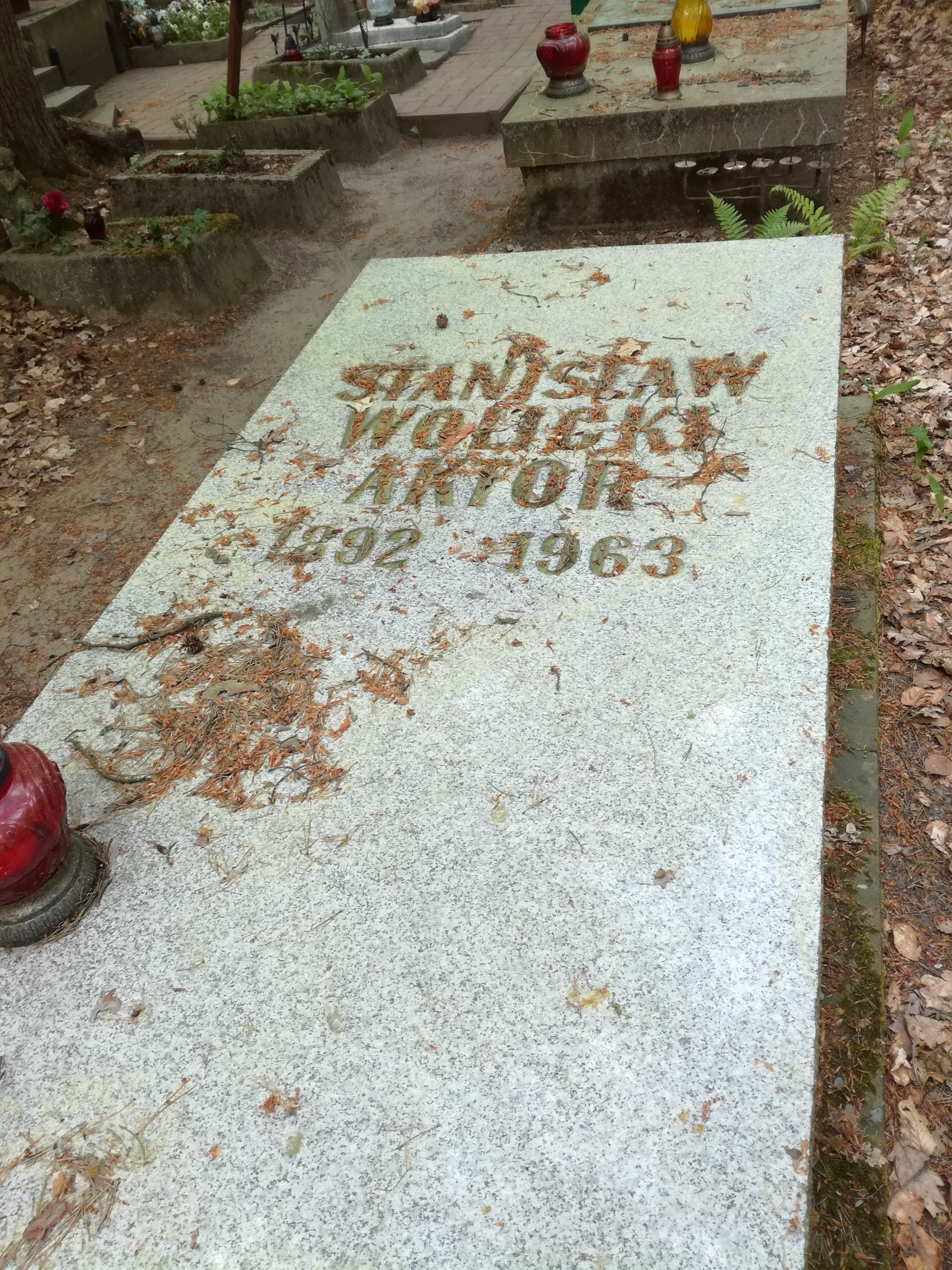
Grób Stanisława Wolickiego na cmentarzu komunalnym w Sopocie